# DogFight (Aéro-Éditions)
DogFight est une revue française consacrée à l’histoire de l’aviation

## Généralités
Publiée par les éditions Aéro-Éditions International, la revue DogFight succède à la troisième mouture de Aéro-Journal qui s’arrête en 2006 avec l’exemplaire no  48. S’attachant à décrire les avions et les hommes durant la Seconde Guerre mondiale, principalement en Europe, son concept repose sur l’opposition entre deux avions comme le suggère son titre « Au Cœur du combat aérien ».
Le premier numéro apparaissant en juillet 2006 évoque ainsi la lutte qui opposa le Me 262 allemand au P-51 Mustang américain au-dessus de l’Europe. Le texte, dû principalement à Christian-Jacques Ehrengardt, est divisé en chapitres (3 à 6), chacun d’entre eux détaillant les différents aspects des deux appareils ainsi que les unités les mettant en œuvre et les pilotes opérant à leur bord. La revue au format A4 est entièrement en couleur, sans publicité ou presque, et comporte 64 pages. La revue est illustrée de nombreuses photographies intéressantes ainsi que par des profils couleurs de qualité de Jean-Marie Guillou. 
Sa publication a cessé avec le numéro 6 de la série en mai-juin 2007. Christian-Jacques Ehrengardt donne alors naissance à la quatrième version d’Aéro-Journal.

## Journalistes
Le principal protagoniste de la revue DogFight se nomme Christian-Jacques Ehrengardt. Il commence sa carrière dans l’édition, comme amateur, en publiant IPMS-France Journal puis Aéro Journal (Aéro-Société) en 1972 (18 exemplaires) et Aéro-Journal (seconde version) en 1996 (8 numéros). Il lance la version commerciale d'Aéro-Journal en juin 1998 qui s’interrompt après 48 numéros. En outre, Christian-Jacques Ehrengardt est l’auteur de plusieurs livres tels que Les aiglons (Charles-Lavauzelle, 1983), L'aviation de Vichy au combat tome 1 et 2 (Lavauzelle, 1985 et 1987), La guerre aérienne, 1939-1945 (Tallandier, 1996) et auteur d’articles tels que le hors série no  18 de L'Histoire pour tous de juin 1980.
Jean-Marie Guillou est l’auteur des profils couleurs de la revue. Les « guest star » pour certaines parties sont Chris Goss (no  2), Alex Euphrosine (no  3 et 4). Parmi les autres contributeurs aux textes figurent David Méchin (no  4), Eric M. Brown (no  5), Oleg Sinolecka (no  5), un hommage appuyé étant rendu Jean-Claude Mermet et Ritchie Leonard.